# Creu de Can Canet

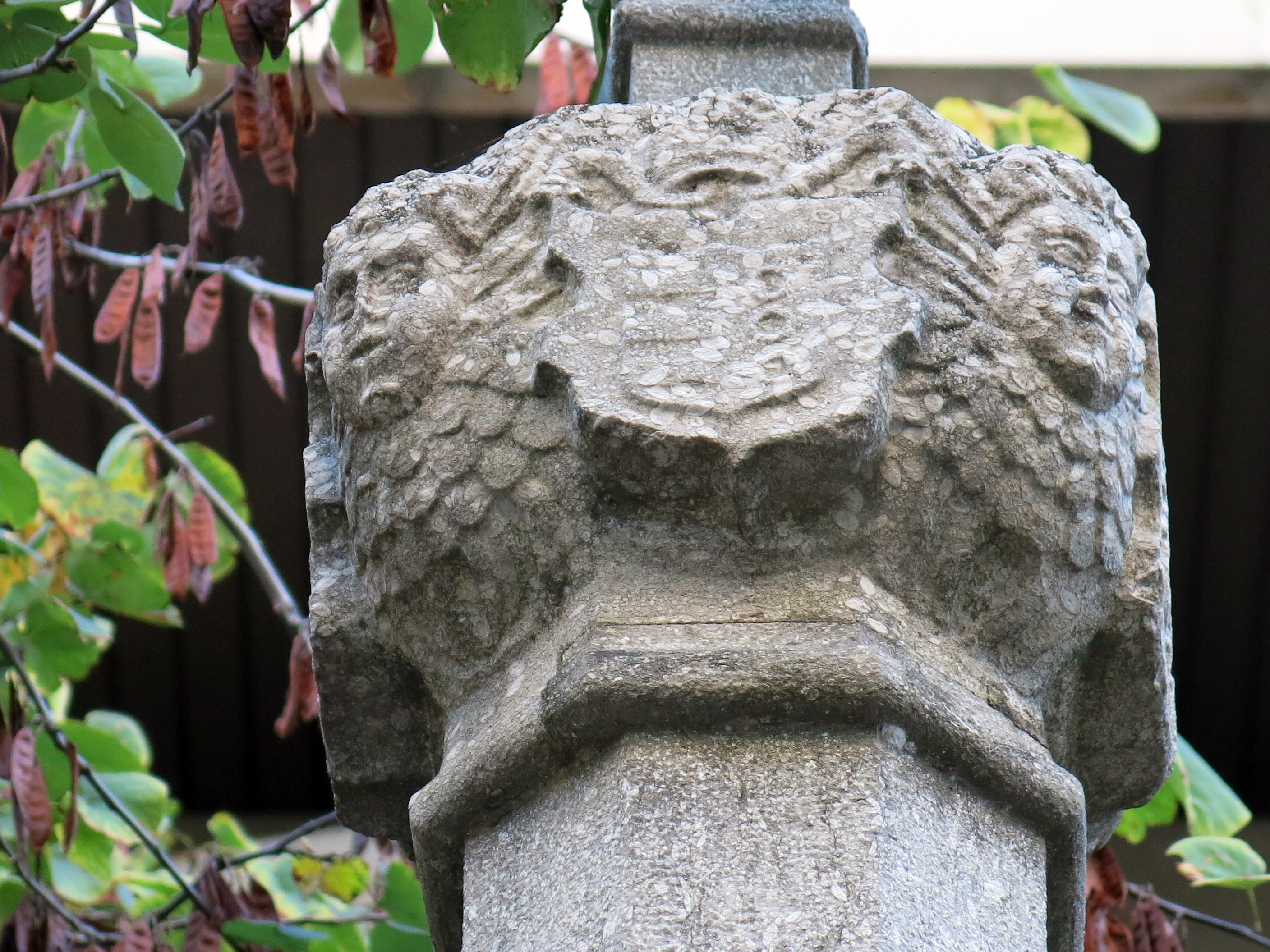
Detall del capitell

La Creu de Can Canet és una creu de terme de Girona (Gironès) situada al carrer de la Creu, prop de la cruïlla amb el carrer Migdia.
La creu original estava situada al costat de la masia de Can Canet, al mig de la cruïlla de la carretera de Santa Coloma (actual carrer de la Creu) i la carretera de Barcelona (actual carrer Migdia). Molt a prop hi havia una font i un safareig públic. El 1936 fou destruïda a causa de la Guerra Civil, quedant la base en el lloc i el capitell i els graons foren desats pel doctor Bohigues a Can Canet. El 1969 Jaume Pumarola feu una crida des del setmanari Presència per recuperar la creu. Amb els trossos que guardava el doctor Bohigues i a partir de fotografies, Eulogi Bordas va fer-ne el dibuix i l'escultor Ramon Dalmau executà l'obra. El fust el va fer de nou el picapedrer General Soler Bofill. Can Canet fou enderrocat i la creu es desplaçà uns metres per a permetre la urbanització dels nous carrers.